# Центральний міст (Дніпро)
Центра́льний міст, Новий міст, Білий міст — автомобільний міст, що зв'язує центр Дніпра з лівобережною частиною міста (вулицю Коцюбинського й Слобожанський проспект). Відкритий 6 листопада 1966 року під назвою «Міст імені 50-річчя Великого Жовтня»; його довжина становить 1478 м, ширина 21 м. Цей міст довгий час був найдовшим в Україні.

## Історія
У XIX столітті єдиною переправою через Дніпро був «наплавний міст». З будівництвом Катеринослава на правому березі Дніпра припинив існування старий козацький перевіз з Нового Кодака у Кам'янку (сучасний Кодацький міст розташовано трохи нижче за течією від давнього перевозу). Зате гостро постала проблема переправи через Дніпро в місці розташування нового міста.
Споруду моста в Катеринославі припускав ще князь Григорій Потьомкін. Катеринославський намісник і керівник робіт з будівництва міста Іван Синельников писав 15 січня 1785 р. секретарю Потьомкіна Василю Попову, що за прикладом Кременчука в Катеринославі «так само буде великий проїзд через Дніпро». Ймовірно, він мав на увазі міст. Але доля багатьох потьомкінських проектів добре відома, і міст так і не був побудований.
У 1796 році у Катеринославі було споруджено наплавний міст й перевіз через Дніпро. Утримувати їх місцева громада уповноважила купців Осипа Зайцева і Федора Лебедєва.
У другій половині XIX сторіччя розташування переправи змінилося. На одній з перших фотографій Катеринослава (близько 1870 року) видно, що наплавний міст розміщується якраз на місці сучасного Нового мосту. Такий міст, звичайно, не міг задовольнити потреб в організованому сполученні двох берегів Дніпра. Поки Катеринослав був малим містечком, він мирився з таким станом справ. «Промислова революція» кінця XIX століття кардинально вирішила цю проблему. Вже з середини XIX століття місцева влада починає клопотати перед столичними органами (у Санкт-Петербурзі) про будівництво постійної переправи через Дніпро. У підсумку в 1884 р. був урочисто відкритий «міст Імператора Олександра III», третій по довжині в Європі. Переживши два руйнування в XX столітті і відродившись, цей міст відомий сьогодні як Амурський або Старий.
Згодом до нього додався Мерефо-Херсонський міст, побудований в 1932 році. Але в середині XX століття місто потребувало автодорожній міст, щоб з'єднати його серцевину — центральні квартали Правобережжя з Новомосковським шосе (тепер Слобожанський проспект) лівої сторони.
У повоєнний час в Дніпропетровську був інший, дерев'яний «новий» міст. Ще у 1944 році, в кінці війни, коли «Старий» залізничний міст лежав в руїнах, солдати Червоної Армії нашвидку спорудили дерев'яний міст через Дніпро. Він розташовувався якраз на місці сучасного «Нового» мосту.
Вже до середини 1950-х років цей дерев'яний міст став непридатним і був закритий для проїзду транспорту. За спогадами старожилів, жителі міста продовжували ходити пішки з одного берега на інший. У самому мості були діри, хиталися дерев'яні балки. Деякий час сполучення між берегами здійснювали дві баржі, які відправлялися від вулиці Миронова (нині Європейська) до водної станції заводу Карла Лібкнехта в парку Воронцова. А у 1961 році дерев'яний міст згорів. У сімейних альбомах дніпропетровців збереглися фото цієї пожежі. Руїни дерев'яного моста стояли ще кілька років, «оживляючи» панораму Дніпра.
Після пожежі відразу постало питання про будівництво стаціонарного мосту, який взяв би на себе основне навантаження транспортного сполучення між двома частинами міста.
Проєкт автодорожнього мосту був створений в стінах інституту «Дніпродіпротранс». Автором проекту моста був інженер інституту Євген Григорович Тетерук. Проект виконання робіт підготували фахівці проектно-конструкторського бюро тресту «Містобуд» № 1 і містозагону № 12 на чолі з інженером А. І. Поночовною. Цей новий, стаціонарний міст споруджували два роки, починаючи з другої половини 1964 року.
Спочатку на березі були змонтовані копри. Згодом на воді «виросли» плавучі крани, а також з'явилися спеціальні крани для будівництва залізобетонних прогонових будов. В цілому вантажопідйомність всіх механізмів, що брали участь у будівництві моста, перевищила 800 тонн.
Однак вже на початковому етапі будівництва мосту, як відзначав керівники мостозагону Л. М. Тесленко, виникла несподівана проблема — «вибору типу підстав під опори. У зв'язку з тим, що дно річки покрито валунним шаром товщиною до 5 метрів, мости в районі обласного центру споруджувалися на кесонних, дорогих і дуже трудомістких засадах. Економічно вигідно було застосувати залізобетонні попередньо напружені палі». Детально вивчивши валунну зону, «мостобудівники разом з колективом „Дніпродіпротранс“ розробили кілька типів наконечників паль, які в поєднанні з потужними копровими молотами і одночасним підмиванням дозволили вперше на Дніпрі пробитися крізь валунні зони. Застосування свайної основи значно скоротило вартість мосту».
Важливою обставиною будівництва, знову ж таки, за словами Л. М. Тесленко, стала «споруда судноплавних опор і рамно-консольних прогонових будов з підвісними прольотами. Залізобетонні блоки для цих конструкцій вагою до 50 тонн підвозилися плавзасобами». Ці конструкції монтувалися в зимовий час, на великій висоті. Багатотонні блоки монтувалися засобом «врівноваженого монтажу», а стики скріплювалися епоксидним клеєм.
26 серпня 1966 року, нарешті, була покладена остання залізобетонна балка, яка поєднала обидва береги. Конструкція моста, нарешті, отримала цілісний завершений вигляд. А 14 жовтня 1966 почалися попередні випробування моста. 9 навантажених доверху «Татр» в'їхали на міст, повільно пересуваючись і створюючи потрібне навантаження в прольотах.
3 листопада 1966 року міст прийняла в експлуатацію державна комісія. Урочисте відкриття мосту відбулося 5 листопада 1966 року о 15:00. Тисячі дніпропетровців зібрали з транспарантами й прапорами на мітинг на правому березі. 6 листопада 1966 року розпочався регулярний рух через автомобільний міст імені «50-річчя Великого Жовтня», який сполучив центр з лівобережною частиною міста (вулицю Коцюбинського та проспект імені газети «Правда» — нині Слобожанський проспект). Згодом отримав назву — Новий міст, а офіційна назва — Центральний міст.
Новий міст у Дніпропетровську став найбільшим об'єктом такого роду, побудованим в СРСР в 1966 р., і одним з найбільших в усьому тодішньому Радянському Союзі. «Наш міст по своїй ширині і довжині є найбільшим на Дніпрі і одним з найбільших в Україні» — відзначала газета «Дніпровська правда». Його надводна довжина — 1478 метрів, з урахуванням під'їзних шляхів і двох шляхопроводів — приблизно 2,5 км; ширина — 21 метр. Відкриття мосту значно скоротило шлях між двома районами Дніпропетровська. Міст розрахований на рух транспорту в шість рядів.
Лише 5 листопада 1982 року, коли вище за течією річки був відкритий Кайдацький міст довжиною одна 1732 метри, Новий міст втратив звання найдовшого мосту на Дніпрі. Центральний міст — унікальний за своїми конструктивним рішенням. Це величезна споруда зі збірного залізобетону, з попередньо напружених залізобетонних конструкцій.

## Народна назва мосту
Цікаві колізії стосуються назви моста-красеня. Адже народна назва мосту виштовхнула офіційну. На честь відкриття моста головні місцеві газети «Днепровская правда» та «Зоря» вийшли з барвисто оформленими передовицями. У них міст називався просто «новим». Відкриття присвятили  49-ї річниці революції. Тому новий міст отримав офіційну назву «міст імені 50-річчя Великої Жовтневої соціалістичної революції». Однак ця назва вживалося виключно в документах. Вона так і не стала вживаною в місцевому лексиконі.
Жителі міста ось уже півстоліття називають міст «Новим», в порівнянні зі «Старим», відкритим ще в 1884 р. (офіційна назва якого — Амурський). Хоча офіційна назва моста на сьогодні — «Центральний». У літературі іноді використовується й інша назва Нового мосту — «Білий».

## Наслідки будівництва
В архітектурному відношенні Новий міст має виразний чіткий силует — гостра стріла, перекинута між двома берегами Дніпра. Композиційне враження підсилюють три пілони у центральній частині мосту. В цілому, без будь-яких «архітектурних принад», використовуючи чисто типові будівельні елементи, архітекторам вдалося створити якісно своєрідний яскравий архітектурний об'єкт.
Будівництво мосту стало причиною кардинальної реконструкції передмостових частин на обох берегах. Особливо серйозними виявилися перетворення на правому березі. Фактично в другій половині 1960-х рр. була створена нова міська площа, почалося формування нового містобудівного вузла.
2016 року Новому мосту виповнилося «всього лише» півстоліття. «Новий» міст набагато пережив свого дерев'яного попередника, який простояв 17 років. Міст і через п'ятдесят років залишається видатною спорудою, як за параметрами, по конструкції, так і з естетичних якостей. Будівництво моста стало етапною подією в містобудівної історії міста на Дніпрі. Це яскрава пам'ятка епохи шістдесятих років XX століття.
Новий міст «перетягнув» сюди не тільки чисто транспортні потоки, а й став причиною зосередження тут неабиякою містобудівної активності. Ця тенденція закріпилася і активізувалася в наступні десятиліття. У 1980 р. біля мосту звели архітектурний акцент — будівля нового цирку. А вже в нову, ринкову, епоху, протягом 2004—2006 рр. в передмостовій частини були зведені торгово-розважальний центр «Міст-Сіті», найбільший в Дніпропетровську, одна з найважливіших архітектурних домінант сучасного міста. Надалі планується побудувати в передмостовому ареалі ще кілька висотних комплексів, в тому числі «Браму».

## Сучасний стан мосту
У той же час потрібно відзначити, що сьогодні міст перебуває не в найкращому стані. Особливо помітно руйнування покриття мосту в пішохідній частині. Величезні діри підстерігають перехожих і загрожують якщо не провалом, то втратою якихось речей.
Новий міст, який вже має цілком солідний вік, потребує капітальної реконструкції. Що це буде за реконструкція, а може на місці звичного моста побудують ще один «Новий» міст — покаже час. 15 років тому Новий міст переживав реконструкцію. На жаль, її не вистачило надовго. Колишній начальник мостозагону № 12 Іван Ольховик був одним із керівників будівництва Центрального мосту. В останні роки він неодноразово звертався до міськради з інформацією про аварійний стан споруди. Як вважав Іван Ольховик, Новий міст перебував не просто в аварійному стані. Він ніс загрозу життю людей. Частково зруйновані пішохідна доріжка, огородження, опори освітлення, гідроізоляція і що найважливіше — балки прогонових будов, стійки опор і фундамент. Частину з цих руйнувань видно неозброєним оком, але масштаб основних проблем може оцінити тільки фахівець.
У 2017 році міськрада Дніпра закрила Новий міст на реконструкцію, яку планувалось завершити до кінця року. Загальна вартість ремонту оцінюється приблизно у 200 мільйонів гривень. Станом на серпень 2017 року роботи виконані лише на 20 %.
Станом на кінець червня 2018 року велась підготовка мосту для продовження ремонтних робіт. 
12 серпня 2019 року Президент України Володимир Зеленський з міським головою Дніпра Борисом Філатовим уклали парі щодо добудови Нового мосту за два місяці. Програш коштуватиме міському голові посади. Згодом глава держави сказав: "Ми домовилися з мером, паном Філатовим, що 14 вересня буде урочисте відкриття моста. А якщо не буде, то Філатов напише заяву про звільнення за власним бажанням і піде у відставку".
7 вересня 2019 року в Дніпрі відкрили для руху реконструйований міст. Приблизно о 6:00 на об'єкті прибрали огорожу та дозволили проїзд легкового, вантажного і громадського транспорту.